# Antiprismă octogonală
În geometrie antiprisma octogonală este a șasea dintr-o familie infinită de antiprisme formate dintr-un număr par de fețe triunghiulare dintre două fețe poligonale de capăt. Având 18 fețe, este un octadecaedru.
Dacă toate fețele sale sunt poligoane regulate, este un poliedru semiregulat cu indicele uniform U77e.
În cazul unei baze regulate cu 8 laturi, de obicei se consideră cazul în care copia sa este răsucită cu un unghi de 22,5°. O regularitate suplimentară se obține când dreapta care leagă centrele bazelor esteperpendiculară pe planele bazelor, făcându-o antiprismă dreaptă. Ca fețe, are cele două baze octogonale, conectate prin 16 triunghiuri echilaterale.

## Formule
Pentru o antiprismă regulată cu baza octogonală cu latura a și înălțimea h, aria A și volumul V se pot calcula cu relațiile:
{\displaystyle h={\sqrt {1-{\frac {1}{2+{\sqrt {2+{\sqrt {2}}}}}}}}\,a\approx 0,860296\,a\,,}
{\displaystyle A=4(1+{\sqrt {2}}+{\sqrt {3}})\,a^{2}\approx 16,585058\,a^{2},}
{\displaystyle V={\frac {4}{3}}{\frac {\sqrt {(1+{\sqrt {2+{\sqrt {2}}}})(2-{\sqrt {2-{\sqrt {2}}}})}}{2-{\sqrt {2}}}}\,a^{3}\approx 4,267957\,a^{3}.}

## Poliedre înrudite
| Familia antiprismelor n-gonale uniforme | Familia antiprismelor n-gonale uniforme | Familia antiprismelor n-gonale uniforme | Familia antiprismelor n-gonale uniforme | Familia antiprismelor n-gonale uniforme | Familia antiprismelor n-gonale uniforme | Familia antiprismelor n-gonale uniforme | Familia antiprismelor n-gonale uniforme | Familia antiprismelor n-gonale uniforme | Familia antiprismelor n-gonale uniforme | Familia antiprismelor n-gonale uniforme | Familia antiprismelor n-gonale uniforme | Familia antiprismelor n-gonale uniforme | Familia antiprismelor n-gonale uniforme | Familia antiprismelor n-gonale uniforme |
| --------------------------------------- | --------------------------------------- | --------------------------------------- | --------------------------------------- | --------------------------------------- | --------------------------------------- | --------------------------------------- | --------------------------------------- | --------------------------------------- | --------------------------------------- | --------------------------------------- | --------------------------------------- | --------------------------------------- | --------------------------------------- | --------------------------------------- |
| Imagine poliedru                        |                                         |                                         |                                         |                                         |                                         |                                         |                                         |                                         |                                         |                                         |                                         | ...                                     | Antiprismă apeirogonală                 |                                         |
| Imagine pavare sferică                  |                                         |                                         |                                         |                                         |                                         |                                         |                                         |                                         |                                         |                                         |                                         | Imagine pavare plană                    |                                         |                                         |
| Configurația vârfului n.3.3.3           | 2.3.3.3                                 | 3.3.3.3                                 | 4.3.3.3                                 | 5.3.3.3                                 | 6.3.3.3                                 | 7.3.3.3                                 | 8.3.3.3                                 | 9.3.3.3                                 | 10.3.3.3                                | 11.3.3.3                                | 12.3.3.3                                | ...                                     | ∞.3.3.3                                 |                                         |

### Poliedru dual

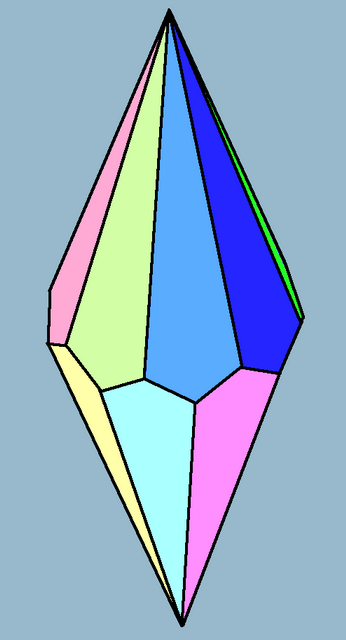
Dual: trapezoedru octogonal

Poliedrul dual este trapezoedrul octogonal.